# Varanòpids
Els varanòpids (Varanopidae) constitueixen una família de pelicosaures. Cap varanòpid no va desenvolupar una vela com la del dimetrodont. La seva mida oscil·lava entre la d'un llangardaix i la d'un gos.

## Taxonomia
- Classe Synapsida
- Ordre Pelycosauria
  - Eupelycosauria
    - Família Varanopidae
      - Archaeovenator
      - Apsisaurus
      - Ascendonanus
      - Dendromaia
      - Pyozia
      - Thrausmosaurus
      - Subfamília Mesenosaurinae
        -  ?Anningia
        - Cabarzia
        - Elliotsmithia
        - Heleosaurus
        - Mesenosaurus
        - Microvaranops

      - Subfamília Varanodontinae
        - Aerosaurus
        - Mycterosaurus
        - Ruthiromia
        - Tambacarnifex
        - Varanodon
        - Varanops
        - Watongia